# Hydrogyn
Hydrogyn est un groupe américain de hard rock, originaire d'Ashland, dans le Kentucky. Le groupe publie un premier album studio, intitulé Bombshell en 2006, qui atteint les classements Billboard.

## Historique

### Débuts (2003–2005)
Le groupe est formé à Ashland, dans le Kentucky. En 2003, les guitaristes Jeff Westlake et Jeff Boggs travaillent sur la création d'un nouveau projet, un groupe de hard rock moderne. Les deux guitariste recrutent Julie Westlake au chant (l'ex-femme de Jeff Westlake), un bassiste, et un batteur. En 2004, le groupe prend le nom d'Hydrogyn et sort sa première démo auto-produite Best Served with Volume. Un clip est filmé pour le single The Sand. Cette démo permet au groupe de tourner aux États-Unis.
En mars 2005, le groupe est confirmé pour le Louder-Harder-Faster Festival, aux côtés de Testament.

### Bombshell(2006–2007)
En 2005, le groupe fait la rencontre du producteur Michael Wagener (White Lion, Skid Row). Il accepte de produire le premier véritable album studio d'Hydrogyn. Bombshell sort en 2006 aux labels Chavis Records/DA Records, et bénéficie d'une sortie mondiale. Entretemps, le groupe annonce le départ du bassiste Dave Moody et son remplacement, en juin 2006, par Chris Sammons. À la fin 2006, l'album atteint le Top 200 des Billboard Top Heatseekers, Top Heatseekers (NorthEast), et sur Internet.
En août 2006, le groupe entame une tournée locale américaine, notamment avec Quiet Riot pour une date au Charleston Regatta. Ils jouent à divers festivals ; ils sont aussi annoncé au Monterrey Metal Fest de Mexico, mais ils n'y participent finalement pas à cause des problèmes de santé de Julie. Ils effectuent ensuite leur première tournée européenne, notamment en première partie de Koritni à Bordeaux, Poitiers, Cognac et Paris en mars 2007.
En avril 2007, le groupe annonce la sortie d'un album live. Le 27 juillet 2007 sort le premier album live d'Hydrogyn, intitulé Strip 'Em Blind Live !. Ce disque retrace la courte carrière discographique du groupe et contient deux chansons inédites (I Know, et l'instrumental Ura-Kia Scream). Il est enregistré lors d'un concert à Charleston, en Virginie-Occidentale, le 1er septembre 2006. Pour promouvoir l'album live, Hydrogyn se lance en novembre 2007 dans une tournée française avec Nightmare, Freedom Call, et Kragens. Le groupe se produira à Mulhouse, Saint-Nazaire, Pau, Toulouse, Marseille, Lyon, Paris et Nancy.

### Deadly Passions(2008–2009)
Le 23 juin 2008 sort le deuxième album d'Hydrogyn, Deadly Passions. Cet album contient une reprise du hit You Oughta Know d'Alanis Morissette, en plus heavy. C'est Jeff Westlake qui se charge de la production du disque (avec l'aide de Michael Wagener sur Candles Light Your Face et Silent Animation). La tournée repasse par la France : Toulouse (mars 2009), et Grenoble, Eloyes et Cergy (en novembre 2009).

### Judgement(2010–2011)
En 2010 sort le troisième album d'Hydrogyn : Judgement. Le disque est marqué par l'arrivée d'invités de luxe tel que : Doug Pinnick (chanteur de King's X), James Lomenzo (bassiste de Megadeth et White Lion), et l'ex-guitariste Jeff Boggs. Le disque est une fois de plus produit par Jeff Westlake (à l'exception de Gonna Getcha, Right Thing Now et Don't Be My Judge dont s'occupe Michael Wagener).

### Nouveaux albums (depuis 2012)
Le 17 avril 2012 sort le quatrième album d'Hydrogyn : Privates Sessions, composé de onze chansons. En 2013 sort l'album Particles Box Set, qui est suivi par Break the Chains en 2014, tous les deux publiés chez Rapid Fire Entertainment.
En novembre 2016, le groupe signe au label HighVolMusic pour la sortie d'un prochain album, mais aussi pour rééditer leur catalogue musical. Leur premier album au label, intitulé Redemption, est annoncé et publié le 10 mars 2017. Il fait participer leur nouvelle chanteuse, Erica Parrott. Le clip du morceau-titre précède la sortie de l'album, en février.

## Discographie

### Albums studio
- 2006 : Bombshell (DA Records)
- 2008 : Deadly Passions
- 2010 : Judgement
- 2012 : Private Sessions
- 2013 : Particles Box Set (Rapid Fire Entertainment)
- 2014 : Break the Chains (Rapid Fire Entertainment)
- 2017 : Redemption (HighVolMusic)

### Album live
- '2007 : 'Strip 'Em Blind Live !

### Démo
- 2004 : Best Served With Volume

## Clips
- The Sand (2004)
- Blind (2006)
- Breaking Me Down (2006)
- Candles Light Your Face (2008)